# Nimr Baqr al-Nimr
Nimr Baqr al-Nimr, også kaldet sheik Nimr og Nimr Baqir al-Namr, (arabisk: نمر باقر النمر, født 21. juni 1959 i al-Awamiyah i Saudi-Arabien, henrettet 2. januar 2016) var en shiamuslimsk religiøs leder i al-Awamiyah i Ash Sharqiyah-provinsen i Saudi-Arabien.
Al-Nimr var den mest kendte shiitiske kleriker i Saudi-Arabien og havde også mange tilhængere i Bahrain. I mange år var han fredagsprædikant i al-Awamiyah og havde titlen ayatollah.

## Liv og virke

### Baggrund
Nimr Baqr al-Nimr studerede i omkring ti år i Teheran og studerede også i Syrien. Han fulgte til at begynde med storayatollah Mohammad Hussaini Shirazi, og så fra omkring 2009 storayatollah Mohammad Taqi al-Modarresi.
Fra omkring 2008 havde han markeret sig som uafhængig af de to politiske hovedgrupperinger blandt shiaene i Saudi-Arabiens østprovins; islahiyyah (shirazierne) og hezbollah al-Hejaz (Saudi Hezbollah).
Han var populær blandt unge og kritisk til det saudiske regime ved Huset Saud. Han ville blandt andet have frie valg i landet. I 2009 kritiserede han de saudiske myndigheder for at de efter hans mening ikke respekterede menneskerettighederne. En arrestordre mod ham blev udstedt.

### Fængsling, henrettelse
Den 8. juli 2012 blev han skudt af politi i benet og arresteret. Billeder med al-Mime liggende på et bagsæde i bilen med en blodplettet hvid dug over sig fik stor spredning. Arrestationen førte til nye demonstrationer, og under dem blev mindst to demonstranter skudt.
Den 15. oktober 2014 blev al-Nimr dømt til døden af en særdomstol for at have søgt udenlandsk indblanding i Saudi-Arabien, været ulydig mod landets herskere og taget til våben mod sikkerhedsstyrkerne.
Han indledte en sultestrejke i fængslet, som han forblev i til den 2. januar 2016, da han blev henrettet.
Hans brodersøn, som blev arresteret samme dag som al-Nimr, blev dødsdømt og som straks på twitter bekendtgjorde henrettelsen af al-Nimr, sidder pr. januar 2016 også fængslet efter at være blevet dømt til døden ved korsfæstelse.